# Ногайти (Бейнеуський район)
Ногайти́ (каз. Ноғайты) — село у складі Бейнеуського району Мангистауської області Казахстану. Входить до складу Самського сільського округу.
У радянські часи село називалось Ногайди.
Населення — 175 осіб (2021; 266 у 2009, 199 у 1999, 488 у 1989).